# ボリムフの戦い
ボリムフの戦い（ボリムフのたたかい、英語: Battle of Bolimów）は第一次世界大戦中の1915年1月31日にドイツ帝国とロシア帝国の間で戦われたが、決着のつかなかった戦闘。第二次マズーリ湖攻勢の前哨戦とされる。

## 戦闘
アウグスト・フォン・マッケンゼン率いるドイツ第9軍はポーランド立憲王国のボリムフ近くでウラジーミル・ヴァシリエヴィチ・スミルノフ率いるロシア第2軍を攻撃した。ボリムフはウッチとワルシャワを繋ぐ鉄道線上に位置した。
ボリムフの戦いはドイツがはじめて毒ガス放射を大規模に行った戦闘である。ドイツは臭化キシリル（催涙剤の一種）を含むガス弾を1万8千発も発射したが、ガス弾は風で自軍のほうへ飛んできた。しかし、寒い気温のおかげで臭化キシリルが凍って効果が消え（臭化キシリルの融点は約18度）、ドイツ軍もほとんど損害を出さなかった。
臭化キシリルの攻撃が失敗したことでドイツ軍の指揮官は攻撃を取り消した。その代わり、ロシア軍の11個師団を率いるヴァシーリー・グルコは反撃に打って出るが逆にドイツの砲兵部隊に撃退され、4万人の損害を出してしまった。